# Clínica Ponferrada
La Clínica Ponferrada es un centro sanitario situado en la localidad de Ponferrada, provincia de León (Castilla y León).
Inaugurada en 1996, cuenta con 6.665 m² de instalaciones, con 46 camas repartidas en 37 habitaciones individuales, cuatro dobles y una suite. Los servicios que presta incluyen quirófanos, paritorio, sala de Dilatación, R.E.A., Servicio de Urgencias 24H, Unidad de Accidentes de Tráfico, Unidad de Reproducción Asistida, Unidad de Diagnóstico por Imagen.
Recientemente ha sido adquirida por el Grupo Recoletas de Hospitales, que gestiona otros hospitales en Castilla y León. 